# 우지촌 (교토부)
우지촌(宇治村)은 일본 교토부 우지군에 설치되었던 촌이다. 현재의 우지시의 일부에 해당한다.